# Aplousobranchia
Aplousobranchia zijn een orde van zakpijpen. Het zijn koloniale dieren en onderscheiden zich van andere zakpijpen door de aanwezigheid van relatief eenvoudige keelholte. Dit geeft de etymologie van hun naam: in het Oudgrieks betekent ἁ.πλοος-ους (ha.ploos-ous) "eenvoudig". Het achterste deel van de buik bevat het hart en de geslachtsklieren en is meestal groter dan bij andere zakpijpen.

## Families
- Clavelinidae Forbes & Hanley, 1848
- Diazonidae Seeliger, 1906
- Didemnidae Giard, 1872
- Euherdmaniidae Ritter, 1904
- Holozoidae Berrill, 1950
- Placentelidae Kott, 1992
- Polycitoridae Michaelsen, 1904
- Polyclinidae Milne Edwards, 1841
- Protopolyclinidae Kott, 1992
- Pseudodistomidae Harant, 1931
- Ritterellidae Kott, 1992
- Stomozoidae Kott, 1990
- Vitrumidae Kott, 2009

### Synoniemen
- Coelocormidae Herdman, 1886 => Didemnidae Giard, 1872
- Euherdmanniidae Ritter, 1904 => Euherdmaniidae Ritter, 1904
- Pycnoclavellidae Kott, 1990 => Clavelinidae Forbes & Hanley, 1848